# 亞圓平腹脂鯉
亞圓平腹脂鯉，為輻鰭魚綱脂鯉目脂鯉亞目脂鯉科的其中一個種。分布於南美洲巴西東部淡水流域，體長可達5.5公分，棲息在底中層水域，生活習性不明。